# Donmardi, Manvi
Donmardi là một làng thuộc tehsil Manvi, huyện Raichur, bang Karnataka, Ấn Độ.